# Wasserbehälter Neusiedl am Steinfeld

Lage des Wasserbehälters Neusiedl am Steinfeld

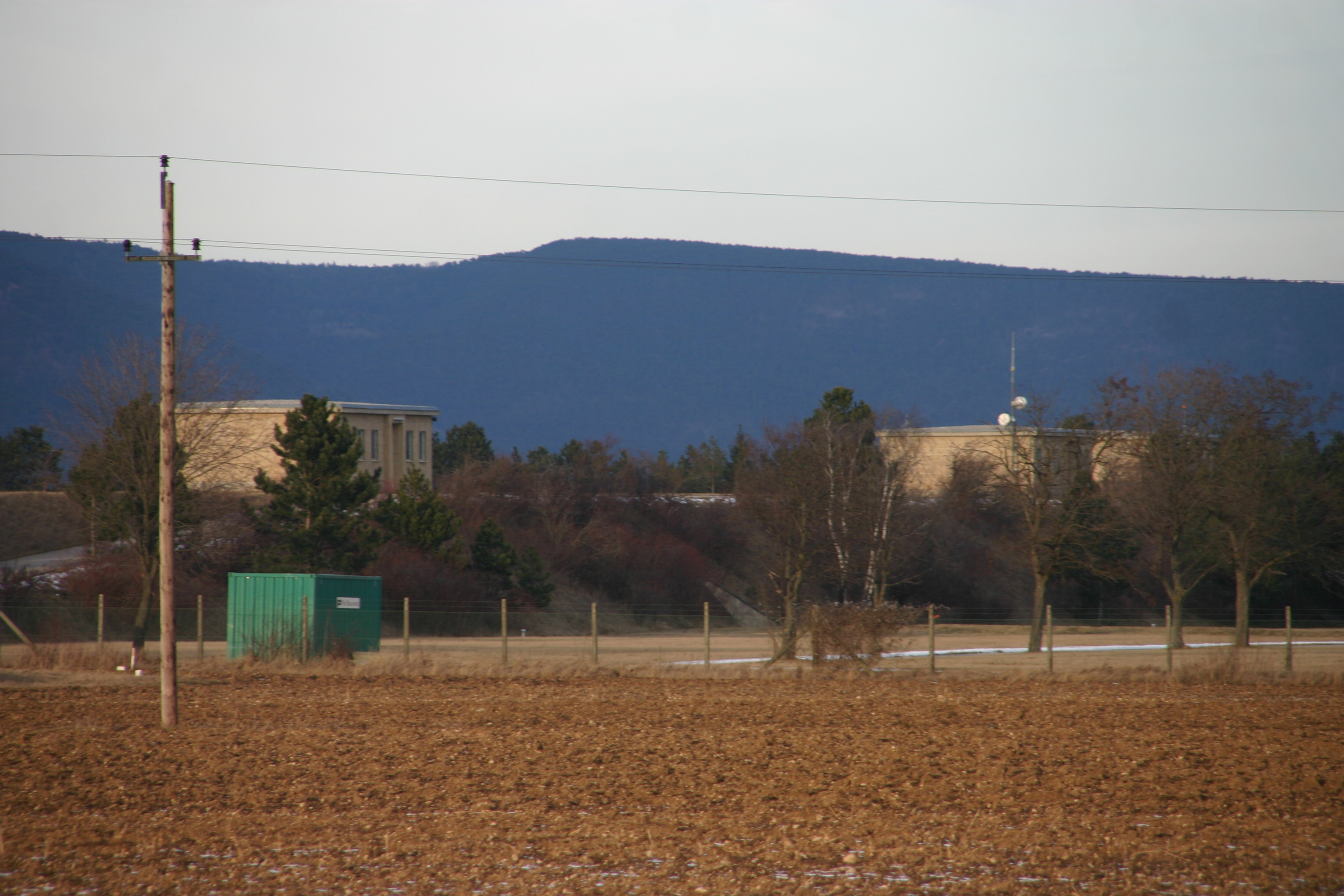
Außenansicht (2009)

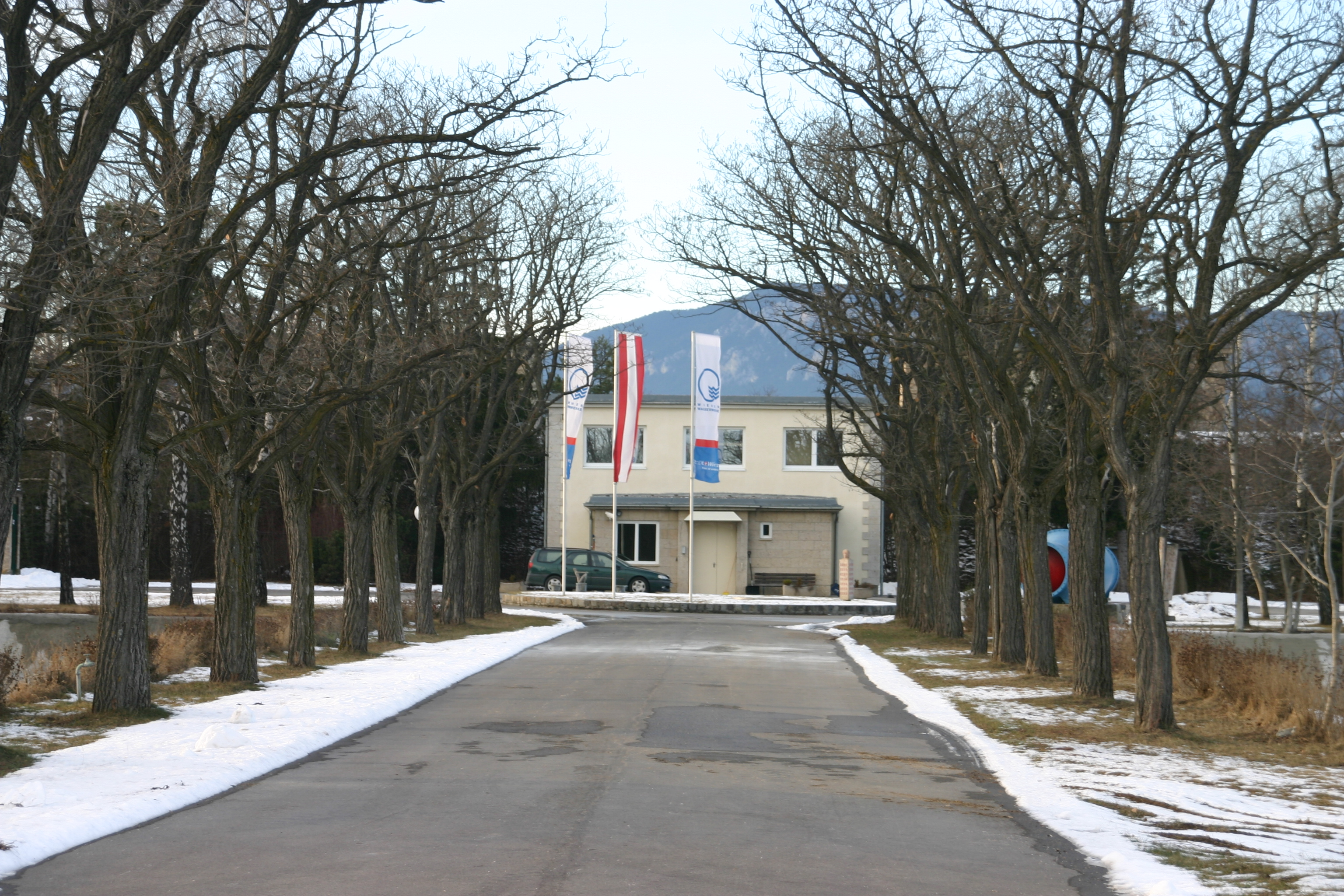
Betriebsgebäude (2009)

Der Wasserbehälter Neusiedl am Steinfeld in Niederösterreich ist der größte Wasserbehälter der Wiener Wasserversorgung. Als er 1958 fertiggestellt wurde, war er zugleich der größte geschlossene Trinkwasserbehälter weltweit. 2025 begann der um 60 % avisierte Ausbau zum „weltweit größten geschlossenen Trinkwasserbehälter“.

## Geschichte
Die Errichtung des Behälters in Neusiedl am Steinfeld an der I. Wiener Hochquellenwasserleitung war neben den Sanierungsarbeiten am Wasserleitungsnetz nach dem Zweiten Weltkrieg die erste große Investition in den Ausbau der Versorgungssicherheit der Stadt Wien mit Trinkwasser.
Da es auf Grund des steigenden Wasserbedarfs von Wien nicht mehr sicher war, dass die Trinkwasserversorgung der Stadt selbst bei anfänglich vollen Trinkwasserreservoirs mit rund 500.000 Kubikmetern und dem massiven Einsatz aller städtischen Grundwasserwerke länger als vier oder fünf Tage aufrechterhalten werden könne, wurde der Bau eines weiteren Wasserspeichers am 30. November 1951 vom Wiener Gemeinderat beschlossen.
Als Standort für den neuen Behälter wurde Neusiedl am Steinfeld gewählt, da das hier noch relativ große Gefälle der I. Hochquellenwasserleitung sowohl ein Befüllen bis zu zehn Metern Wasserhöhe als auch ein Entleeren der Behälterkammern ohne Einsatz von Pumpen und damit eine Kostenersparnis beim Betrieb ermöglichten.
Die Idee für einen derartigen Speicher war allerdings nicht neu. Bereits um 1930 wurde über dessen Errichtung nachgedacht und auch ein großer Teil des für den Bau notwendigen Grundstückes schon damals erworben, zusätzlich benötigtes Areal konnte günstig zugekauft werden. Die Bodenbeschaffenheit ließ die Errichtung eines derartigen Großbauwerkes auch unter Einsatz von schwerem Gerät zu und der als Aushubmaterial anfallende Schotter konnte zum Teil nach entsprechender Aufbereitung als Baumaterial an Ort und Stelle weiterverwendet werden.
Baubeginn für den Behälter Neusiedl mit einem Fassungsvermögen von 600.000 Kubikmeter Hochquellwasser war der 23. August 1953. Die offizielle Grundsteinlegung fand am 21. November des gleichen Jahres statt. Der Rohbau wurde am 1. Dezember 1956 fertiggestellt; die vollständige Fertigstellung erfolgte am 1. Juli 1958. Am 25. April 1959 wurde der Behälter in Betrieb genommen.

## Beschreibung
Der Wasserbehälter Neusiedl am Steinfeld besteht aus vier Behälterkammern von je 134,4 Metern Länge und 120,4 Metern Breite und einer Füllhöhe von 10 Metern. Da diese Kammern jeweils an zwei Seiten abgeböscht sind, beträgt der nutzbare Inhalt jeweils 150.000 Kubikmeter. Die Decke jeder Behälterkammer wird von 288 Stahlbetonsäulen getragen.
Die Decken der Behälterkammern wurden mit einer rund 45 Zentimeter dicken Schicht aus Lehm und Erde zur Wärmedämmung überschüttet.
Entlang der Behälterkammern wurde ein 306 Meter langer Rohrtunnel errichtet, in dem sich die Zu- und Ableitungen der Speicherkammern, Überfall- und Entleerungsleitungen, die notwendigen Armaturen sowie Stark- und Schwachstromleitungen für den Betrieb der Schieber beziehungsweise die Steuer- und Messgeräte befinden.
Eine ursprünglich in einem Kellerraum errichtete Steuerzentrale, von der aus der Wasserbehälter Neusiedl am Steinfeld überwacht und gesteuert wurde, wurde 1994 neu errichtet und kontrolliert jetzt als Subzentrale nicht nur den Behälter selbst, sondern auch die I. Hochquellenwasserleitung zwischen Ternitz und Wien.
Da kein als Vorfluter geeigneter Fluss zur Verfügung steht, der Wasser, das aus dem Behälter abgelassen werden muss, aufnehmen könnte, wurden zwei Sickerbrunnen von je 30 Metern Tiefe und vier Metern Durchmesser errichtet. Jeder von ihnen kann etwa 1 Kubikmeter Wasser pro Sekunde aufnehmen und dem Grundwasser zuführen.
Die Baukosten beliefen sich auf 103.500.000 Schilling (7.500.000 Euro), die Kosten von rund 170 Schilling (ungefähr 12 Euro) pro Kubikmeter Speicherraum wurden als sehr günstig eingestuft.

## Erweiterungsprojekt
Im März 2023 erklärt Wiener Wasser, dass in den nächsten Jahren durch den Bau einer weiteren Kammer das Fassungsvermögen in Neusiedl um 60 % auf 1 Million Kubikmeter gesteigert werden soll. Das entspricht dem 2,5-Fachen des Tagesverbrauchs. Der Ausbau ist nötig, da die Stadt Wien weiter wächst und die Klimaveränderung Hitzeperioden und Winterdürre wahrscheinlicher werden lässt.
Im Jänner 2025 begann der Ausbau zum „weltweit größten geschlossenen Trinkwasserbehälter“, dessen Erweiterung bis Ende 2028 in Etappen erfolgen soll.